# Victor Depaz
Victor Depaz, né le 3 juin 1886 à Saint-Pierre (Martinique) et mort le 7 novembre 1960 à Paris (Seine), est un homme politique et industriel français. Il crée et dirige la distillerie où est produit le rhum Depaz.

## Biographie
Victor Depaz est un blanc créole (béké), né à Saint-Pierre (habitation Périnelle), de Pierre-François Raoul Depaz (1836-1902) et de Yolande Jouque (1858-1888), au sein d'une fratrie de quatre garçons. Sa famille, d'origine israélite puis convertie au catholicisme, arrive sur l'île en 1770.
Victor est étudiant à Bordeaux lorsque survient l'éruption de la montagne Pelée, le 8 mai 1902, qui décime toute sa famille, ainsi que la distillerie de l'habitation Périnelle, où son père est contremaître. À 16 ans, il est orphelin et ruiné, mais revient à Saint-Pierre[source insuffisante].
Devenu industriel, il rachète les 521 hectares en friche de l'habitation La Montagne à la famille Pécoul, et le 8 mai 1917, il met en route la nouvelle distillerie Depaz, où est produit depuis lors le  rhum Depaz.

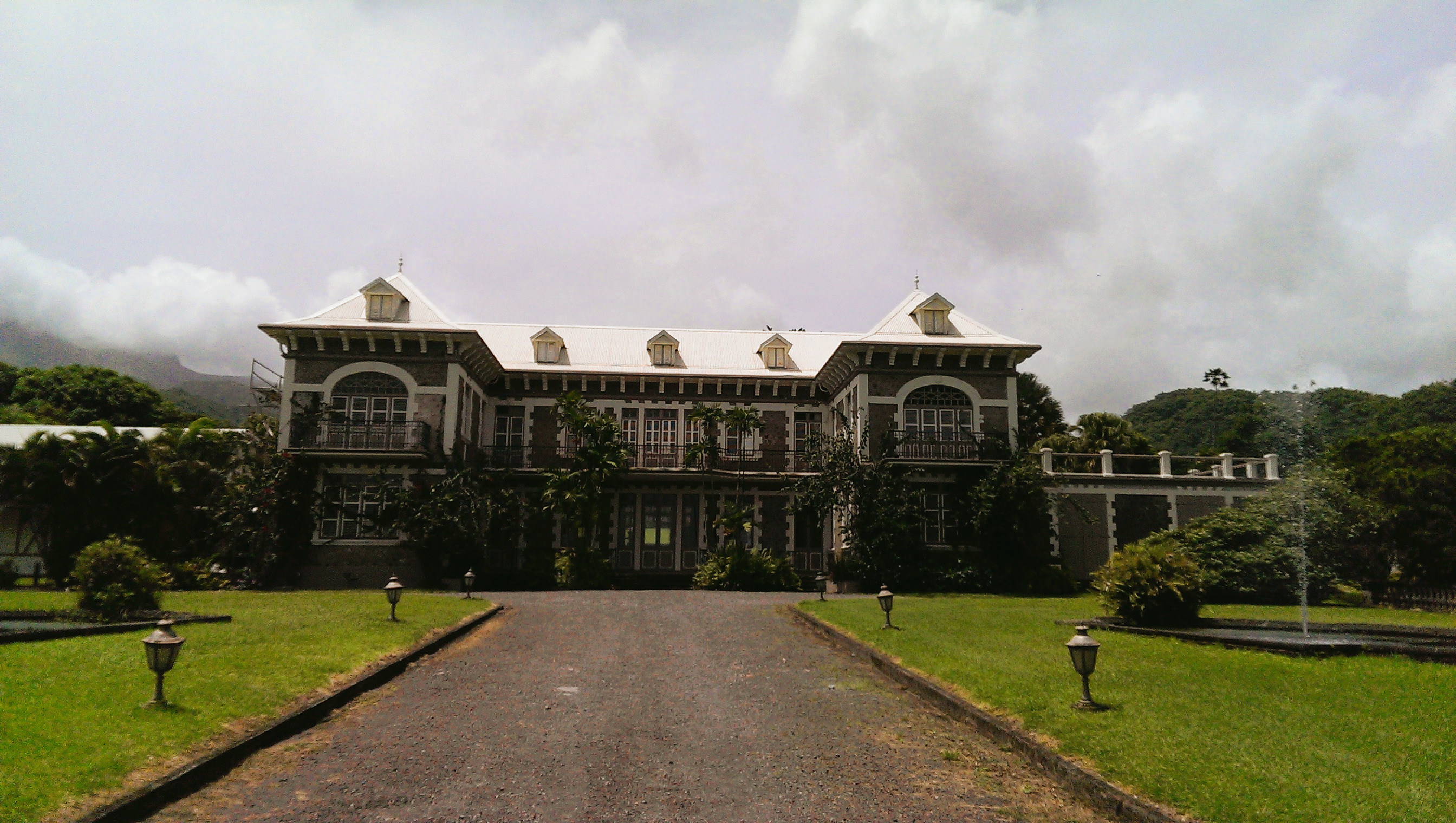
Le château Depaz, à Saint-Pierre en Martinique.

Il fait construire également à Saint-Pierre le château Depaz, réplique de l’habitation Périnelle où il a passé son enfance[source insuffisante]. et s'y installe avec sa femme. Le couple aura onze enfants dont les jumeaux Henri et André qui reprennent la succession paternelle.
Victor Depaz, avec le concours de Monseigneur Lequien, est encore à l'initiative de la reconstruction, entre 1923 et 1929, de la cathédrale de Notre Dame de l’Assomption[réf. souhaitée], détruite en 1902.
Victor Depaz est en outre maire de Saint-Pierre, désigné par le gouvernement du maréchal Pétain[réf. souhaitée] représenté à la Martinique par l'amiral Robert, du 24 février 1941 au 10 juillet 1943.
Il meurt à Paris, le 7 novembre 1960.